# Picco della Regina Maria
Il picco della Regina Maria (in inglese Queen Mary's Peak) è la montagna più alta dell'isola di Tristan da Cunha, nel territorio britannico d'oltremare di Sant'Elena.
Si tratta di un vulcano a scudo alto 2062 m s.l.m..
È intitolato a Maria di Teck, regina consorte moglie di Giorgio V, sovrano del Regno Unito fino al 1936.
Queen Mary's Peak è il marchio dei prodotti tessili artigianali degli abitanti di Tristan da Cunha, che in genere vengono esportati in Nuova Zelanda. La montagna è la diciassettesima al mondo per isolamento topografico (2665 km)

## Toponimo
Il nome della montagna ricorda Mary of Teck, la regina consorte di Giorgio V d'Inghilterra.

## Descrizione

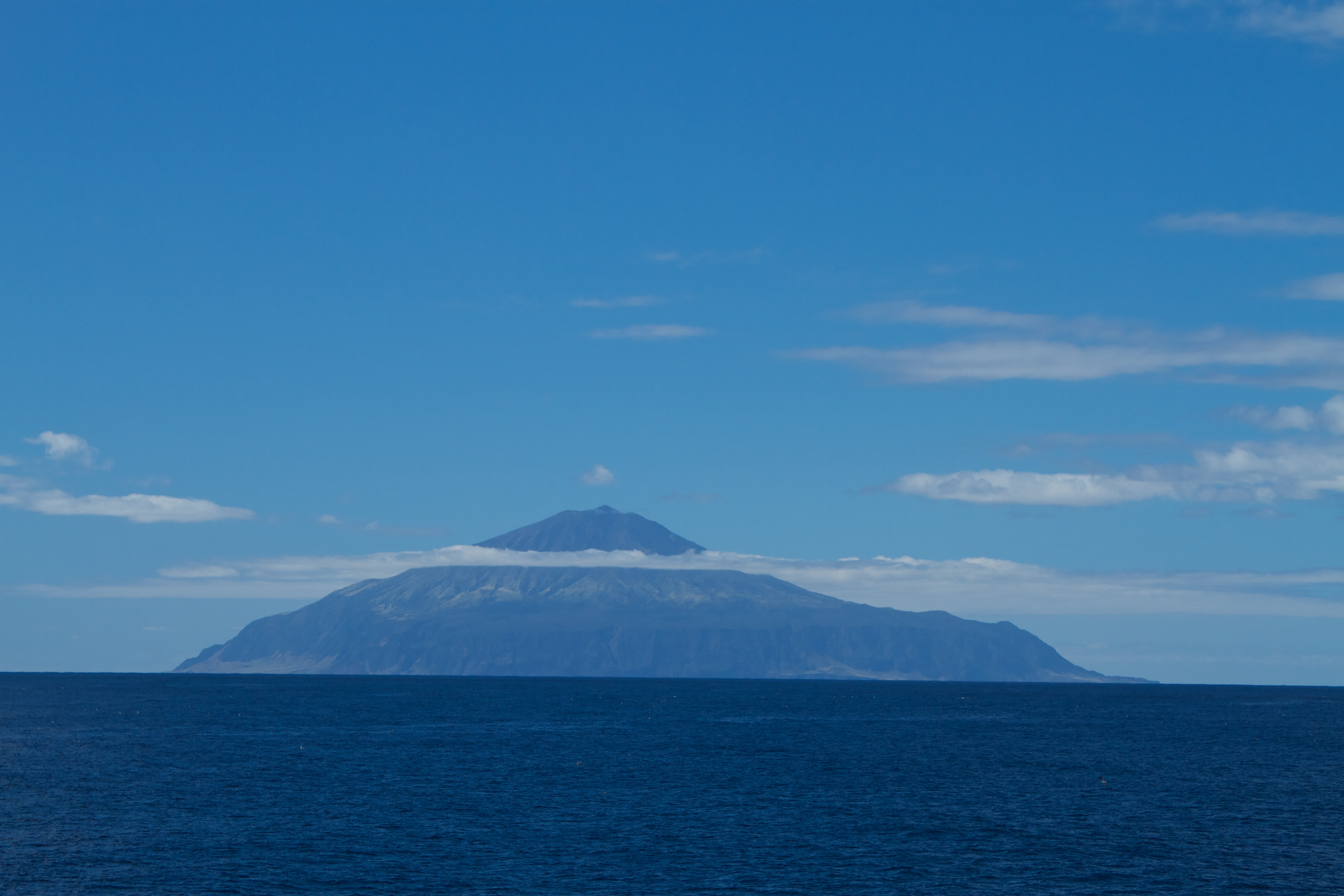
Il vulcano visto dal mare

Il picco Queen Mary's rappresenta la parte emersa del massiccio vulcano a scudo che forma l'isola. Un cratere largo 300 metri ne occupa la parte sommitale, ed al suo interno è contenuto un lago a forma di cuore, chiamato "Queen Mary's Lake". D'inverno il lago di solito congela e la parte più alta del vulcano si copre di neve.
La sola eruzione della quale si abbia notizia in epoca storica avvenne nel 1961. In tale occasione gli abitanti dell'isola vennero evacuati.

## Accesso alla cima
Il primo tentativo noto di raggiungere la cima fu compiuto nel 1793 dal naturalista francese Louis-Marie Aubert du Petit-Thouars, ma non fu coronato dal successo. Ciononostante questa prima spedizione consentì la raccolta di centinaia di campioni di piante, che furono diligentemente catalogati e classificati.
La prima salita al picco fu invece portata a termine nel gennaio 1817.
Oggigiorno il picco Queen Mary's può essere raggiunto, a seconda dell'allenamento, in 5-10 ore di cammino. Si tratta di una escursione molto panoramica ma decisamente ripida, consentita solo con l'accompagnamento di guide del posto.